# Osvaldo Lamborghini
Osvaldo Lamborghini (Buenos Aires, 12 de abril de 1940-Barcelona, 18 de noviembre de 1985) fue un escritor y poeta argentino. Considerado un «escritor maldito», en vida publicó tan sólo tres libros: El fiord (1969), Sebregondi retrocede (1973) y Poemas (1980), y falleció prematuramente en Barcelona. Desde su muerte, su obra ha sido reeditada y revalorada gracias a escritores como César Aira, Rodolfo Fogwill, Néstor Perlongher y Ricardo Strafacce. Su literatura está caracterizada por el uso de imágenes violentas y pornográficas, la jerga política, el lunfardo y la parodia.

## Biografía
Osvaldo Lamborghini nació el 12 de abril del año 1940 en la ciudad de Buenos Aires, Argentina. Fue hijo de un ingeniero que trabajó para el gobierno de Juan Domingo Perón. En su juventud, por lo tanto, se adscribió al Partido Peronista, donde adquirió protagonismo. Su hermano fue el poeta Leónidas Lamborghini. En su infancia y adolescencia vivió en Necochea. En 1955 tras un sangriento golpe de Estado se instauraba en el poder la dictadura autodenominada Revolución Libertadora, iniciando un largo ciclo de proscripción para la familia de Lamborghini.
En 1969 publicó su primer texto, El fiord, alegoría política que circuló clandestinamente. En 1972, en colaboración con Gustavo Trigo, incursionó en la historieta con la serie paródica ¡Marc!, que fue publicada en la revista Top Maxi Historietas y fue estimada por la crítica. En 1973, su participación activa en el peronismo decreció debido a la forma en que Lamborghini alegorizaba sobre el movimiento. Así, se acercó al sector más ortodoxo del peronismo. Tras el golpe de Estado del 24 de marzo de 1976 en Argentina, se exilió en España.Entre 1971 y 1977, Osvaldo Lamborghini publicó los guiones de al menos veinticinco historietas.
Lamborghini residió en Barcelona desde el año 1976 hasta el año 1985, año en el que falleció de un infarto a los 45 años.

## Obra

### Novelas
- 1969: El fiord
- 1973: Sebregondi retrocede
- 1994: Tadeys

### Novela gráfica
- 1972: ¡Marc! (ilustraciones de Gustavo Trigo)

### Cuentos
- 1988: Novelas y cuentos
- 2012: Novelas y cuentos I
- 2012: Novelas y cuentos II

### Poesía
- 1980: Poemas
- 2012: Poemas, 1969-1985

### Teatro
- 2016: Una nueva aventura de Irene Adler (en colaboración con Dodi Scheuer)

### Otros
- 2008: Teatro proletario de cámara
- 2015: El sexo que habla
- 2019: Osvaldo Lamborghini inédito